# Gagrella nigrescens
Gagrella nigrescens is een hooiwagen uit de familie Sclerosomatidae.